# نبرد خیابان کابل
نبرد خیابان کابل (به انگلیسی: Battle of Cable Street) حادثه‌ای بود که در خیابان کابل و خیابان وایت‌چپل واقع در انتها شرقی لندن روز یکشنبه ۴ اکتبر ۱۹۳۶ میان پلیس لندن بزرگ که برای محافظت از راهپیمایان فاشیست به رهبری سر اسوالد موزلی فرستاده شده بودند و تظاهر کنندگان ضدفاشیسم مانند آنارشیست‌ها، کمونیست‌ها، یهودیان و سوسیالیست‌ها رخ داد.

## پیش‌زمینه
بااطلاع یافتن از برنامه فاشیست‌ها جهت برگزاری یک راهپیمایی در انتهای شرقی لندن (که جمعیتی عظیمی از یهودیان را در خود جای داده بود) ۱۰٬۰۰۰ نفر از مردم طی درخواستی از جان سایمون وزیر کشور وقت تقاضا کردند تا به علت احتمال بالای خشونت و درگیری این راهپیمایی را ممنوع کند اما او ضمن رد این درخواست نیروهای پلیس را جهت جلوگیری از تظاهرات ضد فاشیست‌ها راهی منطقه کرد. انجمن نمایندگان یهودیان انگلستان از هم کیشان خود درخواست کرد تا به علت ماهیت یهودستیزی این راهپیمایی از حضور در خیابان جلوگیری کنند. فیل پیراتین که عضو شاخه محلی حزب کمونیست بریتانیای کبیر بود نیروهای ضدفاشیست را به سرعت سازماندهی نمود.

## درگیری
نیروهای ضدفاشیست با ایجاد راه‌بند و مانع تلاش کردند تا مسیر راهپیمایان را مسدود کنند. بزرگ‌ترین درگیری در وایت چپل رخ داد که در آن ۲۰٬۰۰۰ نیروی ضدفاشیست با ۶٬۰۰۰ الی ۷٬۰۰۰ پلیس که سعی داشتند راه را برای ۲٬۰۰۰ تا ۳٬۰۰۰ تظاهر کننده فاشیست باز کنند درگیر گشتند. آن‌ها با سنگ و چوب و دیگر سلاح‌های در دسترس با پلیس می‌جنگیدند در حالی که زنان و کودکان هم از خانه‌ها زباله و فضولات را بر سر نیروهای پلیس می‌ریختند. پس از چند دوره زد و خورد موزلی قبول کرد که برای جلوگیری از خونریزی بیشتر راهپیمایی را متوقف کند. در این روز ۱۷۵ نفر از جمله تعدادی از نیروهای پلیس زخمی گشتند و ۱۵۰ نفر نیز دستگیر شدند.
بسیاری از دستگیرشدگان خبر از رفتار بسیار خشن پلیس در زندان دادند.

## پسایند

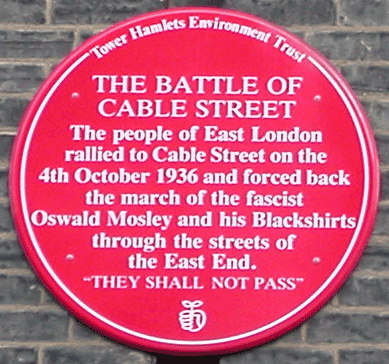
پلاک یادبود نبرد

بین سال‌های ۱۹۷۹ و ۱۹۸۳ یک نقاشی دیواری بزرگ که نشان دهنده نبرد بود در خیابان نزدیک محل آن کشیده شد و پلاک قرمز رنگی برای یادآوری آن واقعه در خیابان نصب گشت.
در اکتبر سال ۲۰۱۱ و مصادف با ۷۵مین سالگرد نبرد مراسم بسیاری از جمله موسیقی و راهپیمایی اجرا گشت و نقاشی دیواری ترمیم شد. در سال ۲۰۱۶ نیز در ۸۰مین سالگرد این واقعه راهپیمایی وسیعی با حضور بعضی از کسانی که در واقعه حضور داشتند انجام شد.